# José Luis Chilavert
José Luis Félix Chilavert González (Luque, 27 de julio de 1965) es un exfutbolista paraguayo. Reconocido por la IFFHS como el mejor portero del mundo en tres ocasiones: en 1995, 1997 y 1998. Es el primer portero en la historia en marcar un gol de tiro libre y único portero hasta la fecha en marcar un hat-trick. Durante su carrera, anotó 62 goles, convirtiéndose en el segundo portero más goleador de todos los tiempos y el portero más goleador del mundo en su momento. Es considerado un ícono del Club Atlético Vélez Sarsfield y de la selección de fútbol de Paraguay. La IFFHS lo ha posicionado como el sexto mejor portero del siglo xx y el segundo mejor portero sudamericano del siglo xx.
En 2000, recibió el Premio Konex como uno de los cinco mejores futbolistas de la década en Argentina.

## Trayectoria

### Inicios
Chilavert debutó en la Primera División de Paraguay en 1980 defendiendo la portería del Club Sportivo Luqueño con tan solo 15 años de edad. En 1983, logra el subcampeonato con el Sportivo Luqueño, participando luego en la Copa Libertadores de América del año 1984; luego, el mismo año, pasa a defender la portería del Club Guaraní, que se consagra campeón de primera división.

### San Lorenzo de Almagro

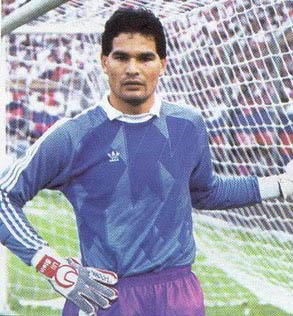
Chilavert con San Lorenzo de Almagro en 1985.

Llegó a la Argentina en 1985 contratado por San Lorenzo de Almagro, con el cual jugó 250 partidos y ganó la Liguilla Pre-Libertadores. En su paso por el club de Boedo, se recuerda el asombro que provocaba su guapeza por aquel entonces, algo que lo llevaba a veces a jugar con mucha brusquedad, así como su atrevimiento a lanzar tiros libres, aunque no marcó ningún gol en el club "santo". Esa brusquedad lo llevó a partirle la nariz al peruano Franco Navarro, que por entonces estaba en Independiente, pero también se lo recuerda por pelear por justos reclamos de los jugadores ante los dirigentes.

### Real Zaragoza
En 1988, fue transferido al Real Zaragoza de España, donde permaneció hasta 1991, ya en ese club marcó un gol de penalti en un partido frente a la Real Sociedad de Fútbol, aunque luego de que marcara ese tanto, el arquero recibió un gol luego de un saque del mediocampo, saque realizado por Jon Andoni Goikoetxea.
En su regreso a Argentina fue ofrecido nuevamente a San Lorenzo de Almagro, pero el club de Boedo lo rechazó, prefiriendo los dirigentes de entonces a Oscar Passet.

### Vélez Sarsfield
Recaló entonces en Vélez Sarsfield, club donde viviría su etapa futbolística más exitosa. Es así que, en 1992, bajo la conducción técnica de Eduardo Luján Manera, Vélez Sarsfield, ya de la mano de Chilavert, fue subcampeón del Torneo Clausura, posteriormente se consagró campeón de la Liguilla pre-Libertadores, pero luego el sueño de jugar la Copa se vio frustrado al perder 1-0 con Newell's Old Boys en la instancia final.
Con la llegada de Carlos Bianchi en 1993, Vélez Sarsfield ganó una seguidilla de títulos en los que Chilavert fue una de las principales figuras, no sólo por sus atajadas decisivas, sino también por sus goles y su influencia positiva en el plantel.
En Vélez Sarsfield convirtió su primer gol el día en que se consagró campeón del Torneo Clausura 1992/93, fue exactamente el 8 de junio de 1993.
Es el primer arquero que convirtió un gol de tiro libre en el mundo, fue el 2 de octubre de 1994 ante Deportivo Español (actualmente Social Español). Posteriormente le convirtió dos goles al exarquero colombiano de Vélez Sarsfield, Carlos Fernando Navarro Montoya, por ese entonces en el Boca Juniors y uno a Germán Burgos, arquero de River Plate, desde atrás de mitad de cancha, entre otros. Al mismo Burgos, volvió a marcarle un gol de tiro libre unos cinco meses después pero esta vez jugando para la selección de Paraguay, durante un partido por eliminatorias mundialistas.
Es el primer arquero que convirtió tres goles en un partido, y lo consiguió jugando para Vélez Sarsfield en la victoria por 6-1 a Ferro Carril Oeste, el 28 de noviembre de 1999. Esta cita histórica quedó marcada en el récord guinness. Jugó 347 cotejos nacionales e internacionales durante su carrera en "El Fortín", marcando 48 goles.
En 1994, ganó la Copa Libertadores de América y la Copa Intercontinental con Vélez Sarsfield, en la recordada final frente al AC Milan que el equipo de Liniers ganó 2-0 con goles de Roberto Trotta y Omar Asad.
En la temporada 1995/96 se coronó campeón del Torneo Apertura y el Torneo Clausura. En 1996, los títulos fueron la Copa Interamericana y la Supercopa Sudamericana. Para el año 1997, el título obtenido fue la Recopa Sudamericana en Kōbe, (Japón) frente a River Plate y, en 1998, el Torneo Clausura.

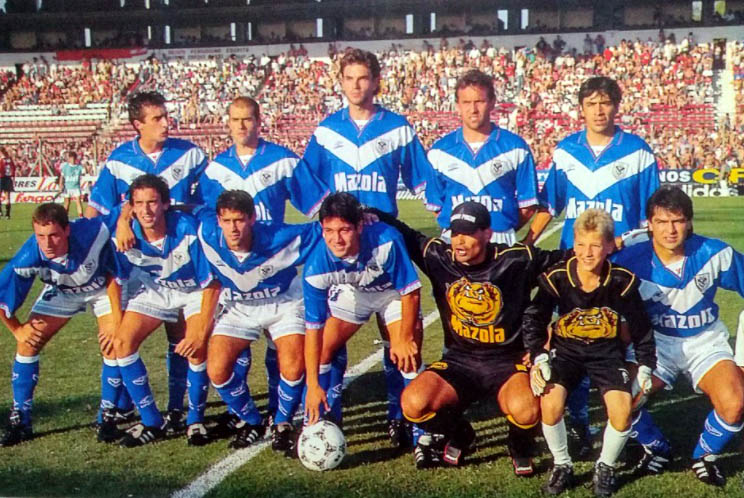
Chilavert junto con el equipo de Vélez Sarsfield en 1995.

### Paso por Francia y Uruguay
En noviembre de 2000, es traspasado al Racing de Estrasburgo donde ganó la Copa de Francia y en 2003 conquistó su último título con Peñarol de Uruguay.

### Retorno y retirada deportiva
En el año 2004, volvió a Vélez Sarsfield para jugar exclusivamente la Copa Libertadores de América y posteriormente retirarse en un encuentro "homenaje". Su último partido con el conjunto de Liniers, fue ante el Unión Atlético Maracaibo de Venezuela, cayendo derrotado por goleada de 4-2, partido celebrado el 22 de abril de ese año en el estadio Pachencho Romero. El día 15 de noviembre de 2004, José Luis Chilavert tuvo su partido despedida en Buenos Aires con la participación de grandes figuras del fútbol internacional (Iván Zamorano, Carlos Valderrama, René Higuita, Enzo Francescoli, Álex Aguinaga, Celso Ayala, Claudio Morel, Celso Esquivel, Marco Etcheverry, entre otras figuras del club de Liniers, campeones de América y del Mundo), brindando un espectáculo en el Estadio José Amalfitani acorde a las circunstancias.

## Selección nacional
Con la selección de fútbol de Paraguay jugó desde 1989 un total de 74 partidos marcando 8 goles. El primer tanto de Chilavert en su carrera internacional fue el 27 de agosto de 1989 en un partido de eliminatorias al Mundial de 1990 frente a Colombia, marcando desde el punto penal.
El portero participó en los Mundiales de 1998 y 2002. En la Copa de 1998 su selección fue eliminada en octavos de final con gol de oro por el a la postre campeón, Francia. En la Copa Mundial de 2002 los paraguayos fueron eliminados en la misma ronda por Alemania, a la postre subcampeón del mundial.
Tal vez el gol más recordado de su carrera con su selección es el que marcó de falta ante Argentina, el 1 de septiembre de 1996, en el estadio Monumental, en las eliminatorias al Mundial de Francia 1998. El portero albiceleste en aquel empate era Germán Burgos, el mismo a quien, poco tiempo atrás, en el Clausura le había marcado otro gol que también pasó a la historia por la distancia desde donde Chilavert efectuó su remate, unos cuatro metros detrás del medio campo.
Chilavert se enfrentó a muchos problemas y polémicas con su selección. Durante un partido de las eliminatorias a Francia 1998 contra Colombia, sin aguantarse por una falta que le hizo Faustino Asprilla, fue al banquillo y lo golpeó; Víctor Hugo Aristizabal se lanzó y lo pateó para defender a Asprilla, por lo que fueron expulsados Chilavert, Asprilla y Aristizábal.
Durante un partido de las eliminatorias hacia Corea-Japón 2002, escupió al jugador brasileño Roberto Carlos por calificar de "indios" a él y a sus compañeros de equipo. La FIFA lo sancionó con cuatro jornadas de suspensión por este incidente. Chilavert se retiró de la selección de Paraguay en 2003.

#### Participaciones enCopas del Mundo
| Mundial                            | Sede                     | Resultado                | PJ | GA | GR | VI |
| ---------------------------------- | ------------------------ | ------------------------ | -- | -- | -- | -- |
| Copa Mundial de Francia 1998       | Francia                  | Octavos de final         | 4  | 0  | -2 | 2  |
| Copa Mundial de Corea y Japón 2002 | Corea del Sur y Japón    | Octavos de final         | 3  | 0  | -5 | 0  |
| Total en Copas del Mundo           | Total en Copas del Mundo | Total en Copas del Mundo | 7  | 0  | -7 | 0  |

#### Participaciones enCopas América
| Torneo                 | Sede                   | Resultado              | PJ | GA | GR  | VI |
| ---------------------- | ---------------------- | ---------------------- | -- | -- | --- | -- |
| Copa América 1991      | Chile                  | Fase de grupos         | 4  | 0  | 8   | 2  |
| Copa América 1993      | Ecuador                | Cuartos de final       | 4  | 0  | 7   | 1  |
| Copa América 1997      | Bolivia                | Cuartos de final       | 4  | 1  | 5   | 1  |
| Total en Copas América | Total en Copas América | Total en Copas América | 12 | 1  | -20 | 4  |

#### Participaciones enEliminatorias al Mundial
| Eliminatoria                                | Sede del Mundial       | Posición               | Resultado   | PJ | GA | GR  | VI | Asis |
| ------------------------------------------- | ---------------------- | ---------------------- | ----------- | -- | -- | --- | -- | ---- |
| Eliminatorias Mundial de Italia 1990        | Italia                 | 2°lugar 4pts Grupo 2   | Eliminado   | 2  | 1  | -2  | 0  | 0    |
| Eliminatorias Mundial de USA 1994           | Estados Unidos         | 3°lugar 6pts Grupo A   | Eliminado   | 6  | 1  | -7  | 2  | 0    |
| Eliminatorias Mundial de Francia 1998       | Francia                | 2°lugar 29pts          | Clasificado | 10 | 1  | -6  | 4  | 0    |
| Eliminatorias Mundial de Corea y Japón 2002 | Japón y Corea del Sur  | 4°lugar 30pts          | Clasificado | 14 | 4  | -13 | 6  | 1    |
| Total en Eliminatorias                      | Total en Eliminatorias | Total en Eliminatorias | 2/4         | 32 | 7  | -28 | 12 | 1    |

### Goles en la selección
| Resultados    | Resultados    | Resultados    | Lugar         | Estadio                 | Fecha                   | Tipo                             | Gol(es)    |
| ------------- | ------------- | ------------- | ------------- | ----------------------- | ----------------------- | -------------------------------- | ---------- |
| Paraguay      | 2-1           | Colombia      | Asunción      | Defensores del Chaco    | 27 de agosto de 1989    | Eliminatorias Sudamericanas 1990 | 90' (pen.) |
| Paraguay      | 2-1           | Perú          | Asunción      | Defensores del Chaco    | 15 de agosto de 1993    | Eliminatorias Sudamericanas 1994 | 28' (pen.) |
| Argentina     | 1-1           | Paraguay      | Buenos Aires  | Estadio Monumental      | 1 de septiembre de 1996 | Eliminatorias Sudamericanas 1998 | 42' (t.l.) |
| Paraguay      | 1-1           | Argentina     | Cochabamba    | Estadio Felix Capriles  | 17 de junio de 1997     | Copa América 1997                | 74' (pen.) |
| Colombia      | 0-2           | Paraguay      | Bogotá        | Estadio Nemesio Camacho | 7 de octubre de 2000    | Eliminatorias Sudamericanas 2002 | 89' (t.l.) |
| Paraguay      | 5-1           | Perú          | Asunción      | Defensores del Chaco    | 15 de noviembre de 2000 | Eliminatorias Sudamericanas 2002 | 83' (pen.) |
| Paraguay      | 5-1           | Bolivia       | Asunción      | Defensores del Chaco    | 5 de septiembre de 2001 | Eliminatorias Sudamericanas 2002 | 50' (t.l.) |
| Paraguay      | 2-2           | Argentina     | Asunción      | Defensores del Chaco    | 7 de octubre de 2001    | Eliminatorias Sudamericanas 2002 | 51' (pen.) |
| Total carrera | Total carrera | Total carrera | Total carrera | Total carrera           | Total carrera           | Total carrera                    | 8          |

## Goles anotados
Durante su carrera profesional llegó a marcar 62 goles en partidos oficiales según la IFFHS, convirtiéndose en el portero más goleador de la historia del fútbol. Sin embargo, el 20 de agosto de 2006 esa marca fue superada por el arquero brasileño Rogério Ceni, jugador del São Paulo, que anotó ese día dos goles y estableció así un nuevo récord con 64 tantos marcados en partidos oficiales.
El arquero paraguayo marcó durante su carrera 62 goles, de los cuales 48 fueron en Vélez Sarsfield, 8 en la selección de Paraguay, 4 en Peñarol, 1 en el Real Zaragoza y 1 con el Racing Estrasburgo.
Es el primer portero en la historia en marcar un hat-trick, hazaña lograda el 28 de noviembre de 1999 en el Torneo Apertura de ese año marcando tres goles de penal a Ferro Carril Oeste jugando para Vélez Sarsfield.

### Lista de goles
| N.º      | Fecha                    | Competición               | Lugar                    | Equipo             | Resultado    | Adversario              | Tipo                      |
| -------- | ------------------------ | ------------------------- | ------------------------ | ------------------ | ------------ | ----------------------- | ------------------------- |
| 1        | 27 de agosto de 1989     | Eliminatoria Sudamericana | Asunción, Paraguay       | Paraguay           | 2-1          | Colombia                | Penal (1)                 |
| 2        | 28 de enero de 1990      | Liga Española             | Zaragoza, España         | Real Zaragoza      | 2-1          | Real Sociedad           | Penal (1)                 |
| 3        | 8 de junio de 1993       | Campeonato Argentino      | La Plata, Argentina      | Vélez Sarsfield    | 1-1          | Estudiantes             | Penal (1)                 |
| 4        | 15 de agosto de 1993     | Eliminatoria Sudamericana | Asunción, Paraguay       | Paraguay           | 2-1          | Perú                    | Penal (1)                 |
| 5        | 2 de octubre de 1994     | Campeonato Argentino      | Buenos Aires, Argentina  | Vélez Sarsfield    | 1-0          | Deportivo Español       | Tiro libre (1)            |
| 6        | 22 de marzo de 1996      | Campeonato Argentino      | Buenos Aires, Argentina  | Vélez Sarsfield    | 3-2          | River Plate             | Tiro libre (1)            |
| 7        | 26 de mayo de 1996       | Campeonato Argentino      | Buenos Aires, Argentina  | Vélez Sarsfield    | 5-1          | Lanús                   | Penal (1)                 |
| 8/9      | 16 de junio de 1996      | Campeonato Argentino      | Buenos Aires, Argentina  | Vélez Sarsfield    | 5-1          | Boca Juniors            | Penal (1), Tiro libre (1) |
| 10       | 1 de septiembre de 1996  | Eliminatoria Sudamericana | Buenos Aires, Argentina  | Paraguay           | 1-1          | Argentina               | Tiro libre (1)            |
| 11       | 22 de septiembre de 1996 | Campeonato Argentino      | Buenos Aires, Argentina  | Vélez Sarsfield    | 2-0          | Unión                   | Penal (1)                 |
| 12       | 28 de septiembre de 1996 | Campeonato Argentino      | Banfield, Argentina      | Vélez Sarsfield    | 3-1          | Banfield                | Penal (1)                 |
| 13       | 16 de octubre de 1996    | Supercopa Sudamericana    | Buenos Aires, Argentina  | Vélez Sarsfield    | 3-0          | Olimpia                 | Tiro libre (1)            |
| 14       | 30 de octubre de 1996    | Supercopa Sudamericana    | Uberlândia, Brasil       | Vélez Sarsfield    | 2-1          | Santos                  | Penal (1)                 |
| 15       | 20 de noviembre de 1996  | Supercopa Sudamericana    | Belo Horizonte, Brasil   | Vélez Sarsfield    | 1-0          | Cruzeiro                | Penal (1)                 |
| 16       | 23 de febrero de 1997    | Campeonato Argentino      | Buenos Aires, Argentina  | Vélez Sarsfield    | 1-1          | Newell's Old Boys       | Penal (1)                 |
| 17       | 5 de marzo de 1997       | Campeonato Argentino      | Buenos Aires, Argentina  | Vélez Sarsfield    | 1-0          | Independiente           | Penal (1)                 |
| 18       | 18 de marzo de 1997      | Copa Libertadores         | Buenos Aires, Argentina  | Vélez Sarsfield    | 3-0          | El Nacional             | Penal (1)                 |
| 19       | 13 de abril de 1997      | Recopa Sudamericana       | Kōbe, Japón              | Vélez Sarsfield    | 1-1 (p. 4-2) | River Plate             | Penal (1)                 |
| 20       | 20 de abril de 1997      | Campeonato Argentino      | Buenos Aires, Argentina  | Vélez Sarsfield    | 2-1          | Boca Juniors            | Penal (1)                 |
| 21       | 29 de mayo de 1997       | Campeonato Argentino      | Buenos Aires, Argentina  | Vélez Sarsfield    | 2-1          | Deportivo Español       | Tiro libre (1)            |
| 22       | 17 de junio de 1997      | Copa América              | Cochabamba, Bolivia      | Paraguay           | 1-1          | Argentina               | Penal (1)                 |
| 23       | 24 de agosto de 1997     | Campeonato Argentino      | Avellaneda, Argentina    | Vélez Sarsfield    | 1-1          | Racing Club             | Penal (1)                 |
| 24       | 19 de septiembre de 1997 | Campeonato Argentino      | Vicente López, Argentina | Vélez Sarsfield    | 3-0          | Platense                | Penal (1)                 |
| 25       | 23 de septiembre de 1997 | Supercopa Sudamericana    | Florianópolis, Brasil    | Vélez Sarsfield    | 1-0          | Flamengo                | Penal (1)                 |
| 26       | 28 de septiembre de 1997 | Campeonato Argentino      | Buenos Aires, Argentina  | Vélez Sarsfield    | 5-0          | Newell's Old Boys       | Penal (1)                 |
| 27       | 23 de octubre de 1997    | Supercopa Sudamericana    | Buenos Aires, Argentina  | Vélez Sarsfield    | 3-3          | São Paulo               | Penal (1)                 |
| 28       | 2 de noviembre de 1997   | Campeonato Argentino      | Buenos Aires, Argentina  | Vélez Sarsfield    | 2-1          | Gimnasia y Esgrima (J)  | Penal (1)                 |
| 29       | 23 de noviembre de 1997  | Campeonato Argentino      | Lanús, Argentina         | Vélez Sarsfield    | 3-4          | Lanús                   | Penal (1)                 |
| 30       | 30 de noviembre de 1997  | Campeonato Argentino      | Buenos Aires, Argentina  | Vélez Sarsfield    | 5-1          | Rosario Central         | Penal (1)                 |
| 31       | 28 de febrero de 1998    | Campeonato Argentino      | Buenos Aires, Argentina  | Vélez Sarsfield    | 3-2          | Boca Juniors            | Penal (1)                 |
| 32       | 14 de abril de 1998      | Campeonato Argentino      | Jujuy, Argentina         | Vélez Sarsfield    | 2-0          | Gimnasia y Esgrima (J)  | Tiro libre (1)            |
| 33       | 19 de abril de 1998      | Campeonato Argentino      | Buenos Aires, Argentina  | Vélez Sarsfield    | 6-1          | Colón                   | Jugada (1)                |
| 34       | 2 de mayo de 1998        | Campeonato Argentino      | Buenos Aires, Argentina  | Vélez Sarsfield    | 2-2          | Lanús                   | Penal (1)                 |
| 35       | 28 de agosto de 1998     | Campeonato Argentino      | Buenos Aires, Argentina  | Vélez Sarsfield    | 3-0          | Talleres (C)            | Penal (1)                 |
| 36       | 3 de septiembre de 1998  | Copa Mercosur             | Asunción, Paraguay       | Vélez Sarsfield    | 2-2          | Cerro Porteño           | Penal (1)                 |
| 37/38    | 27 de septiembre de 1998 | Campeonato Argentino      | Buenos Aires, Argentina  | Vélez Sarsfield    | 2-2          | Unión                   | Penal (1), Jugada (1)     |
| 39       | 4 de abril de 1999       | Campeonato Argentino      | Avellaneda, Argentina    | Vélez Sarsfield    | 2-0          | Independiente           | Penal (1)                 |
| 40       | 21 de abril de 1999      | Copa Libertadores         | Buenos Aires, Argentina  | Vélez Sarsfield    | 4-0          | Universitario           | Tiro libre (1)            |
| 41       | 12 de septiembre de 1999 | Campeonato Argentino      | Buenos Aires, Argentina  | Vélez Sarsfield    | 2-0          | Argentinos Juniors      | Tiro libre (1)            |
| 42       | 31 de octubre de 1999    | Campeonato Argentino      | Buenos Aires, Argentina  | Vélez Sarsfield    | 1-1          | Gimnasia y Esgrima (LP) | Penal (1)                 |
| 43       | 19 de noviembre de 1999  | Campeonato Argentino      | San Martín, Argentina    | Vélez Sarsfield    | 2-2          | Chacarita Juniors       | Tiro libre (1)            |
| 44/45/46 | 28 de noviembre de 1999  | Campeonato Argentino      | Buenos Aires, Argentina  | Vélez Sarsfield    | 6-1          | Ferro Carril Oeste      | Penal (3)                 |
| 47       | 26 de febrero de 2000    | Campeonato Argentino      | Córdoba, Argentina       | Vélez Sarsfield    | 3-1          | Belgrano                | Tiro libre (1)            |
| 48       | 24 de junio de 2000      | Campeonato Argentino      | Buenos Aires, Argentina  | Vélez Sarsfield    | 1-0          | Ferro Carril Oeste      | Penal (1)                 |
| 49       | 1 de agosto de 2000      | Copa Mercosur             | Buenos Aires, Argentina  | Vélez Sarsfield    | 1-2          | River Plate             | Penal (1)                 |
| 50       | 25 de agosto de 2000     | Campeonato Argentino      | Buenos Aires, Argentina  | Vélez Sarsfield    | 1-1          | Colón                   | Penal (1)                 |
| 51       | 29 de agosto de 2000     | Copa Mercosur             | Buenos Aires, Argentina  | Vélez Sarsfield    | 3-1          | Universidad de Chile    | Penal (1)                 |
| 52       | 20 de septiembre de 2000 | Copa Mercosur             | Buenos Aires, Argentina  | Vélez Sarsfield    | 1-1          | River Plate             | Tiro libre (1)            |
| 53       | 24 de septiembre de 2000 | Campeonato Argentino      | Buenos Aires, Argentina  | Vélez Sarsfield    | 3-1          | Los Andes               | Tiro libre (1)            |
| 54       | 7 de octubre de 2000     | Eliminatoria Sudamericana | Bogotá, Colombia         | Paraguay           | 2-0          | Colombia                | Tiro libre (1)            |
| 55       | 15 de noviembre de 2000  | Eliminatoria Sudamericana | Asunción, Paraguay       | Paraguay           | 5-1          | Perú                    | Penal (1)                 |
| 56       | 20 de abril de 2001      | Copa de Francia           | Estrasburgo, Francia     | Racing Estrasburgo | 4-1          | Nantes                  | Penal (1)                 |
| 57       | 5 de septiembre de 2001  | Eliminatoria Sudamericana | Asunción, Paraguay       | Paraguay           | 5-1          | Bolivia                 | Tiro libre (1)            |
| 58       | 7 de octubre de 2001     | Eliminatoria Sudamericana | Asunción, Paraguay       | Paraguay           | 2-2          | Argentina               | Penal (1)                 |
| 59       | 28 de septiembre de 2003 | Campeonato Uruguayo       | Montevideo, Uruguay      | Peñarol            | 2-0          | Villa Española          | Penal (1)                 |
| 60       | 11 de octubre de 2003    | Campeonato Uruguayo       | Montevideo, Uruguay      | Peñarol            | 3-1          | Central Español         | Penal (1)                 |
| 61       | 1 de noviembre de 2003   | Campeonato Uruguayo       | Montevideo, Uruguay      | Peñarol            | 1-1          | Fénix                   | Tiro libre (1)            |
| 62       | 23 de noviembre de 2003  | Campeonato Uruguayo       | Montevideo, Uruguay      | Peñarol            | 5-2          | Deportivo Colonia       | Tiro libre (1)            |

## Clubes
| Club               | País      | Año       |
| ------------------ | --------- | --------- |
| Sportivo Luqueño   | Paraguay  | 1980-1983 |
| Guaraní            | Paraguay  | 1983-1985 |
| San Lorenzo        | Argentina | 1985-1988 |
| Real Zaragoza      | España    | 1988-1992 |
| Vélez Sarsfield    | Argentina | 1992-2000 |
| Racing Estrasburgo | Francia   | 2000-2002 |
| Peñarol            | Uruguay   | 2002-2003 |
| Vélez Sarsfield    | Argentina | 2004      |

## Palmarés

### Títulos nacionales
| Título               | Club                  | País      | Año    |
| -------------------- | --------------------- | --------- | ------ |
| Campeonato Paraguayo | Guaraní               | Paraguay  | 1984   |
| Primera División     | Vélez Sarsfield       | Argentina | C-1993 |
| Primera División     | Vélez Sarsfield       | Argentina | A-1995 |
| Primera División     | Vélez Sarsfield       | Argentina | C-1996 |
| Primera División     | Vélez Sarsfield       | Argentina | C-1998 |
| Copa de Francia      | Racing de Estrasburgo | Francia   | 2001   |
| Campeonato Uruguayo  | Peñarol               | Uruguay   | 2003   |

### Títulos internacionales
| Título                 | Club            | Sede         | Año  |
| ---------------------- | --------------- | ------------ | ---- |
| Copa Libertadores      | Vélez Sarsfield | Sâo Paulo    | 1994 |
| Copa Intercontinental  | Vélez Sarsfield | Tokio        | 1994 |
| Copa Interamericana    | Vélez Sarsfield | Buenos Aires | 1996 |
| Supercopa Sudamericana | Vélez Sarsfield | Buenos Aires | 1996 |
| Recopa Sudamericana    | Vélez Sarsfield | Kōbe         | 1997 |

### Distinciones individuales
| Distinción                                                      | Año                                 |
| --------------------------------------------------------------- | ----------------------------------- |
| Parte del Equipo Ideal de América                               | 1994, 1995, 1996, 1997, 1998 y 1999 |
| Mejor portero del mundo (IFFHS)                                 | 1995, 1997 y 1998                   |
| Futbolista del año en Sudamérica                                | 1996                                |
| Equipo estelar de la Copa Mundial de la FIFA                    | 1998                                |
| Premio Konex-Diploma al Mérito                                  | 2000                                |
| FIFA XI                                                         | 2001                                |
| Los 100 mejores futbolistas de todos los tiempos (World Soccer) | 2016                                |
| IFFHS Leyendas                                                  | 2016                                |
| Miembro del Salón de la Fama del Fútbol                         | 2024                                |

| Predecesor: Michel Preud'homme  | Mejor portero del mundo 1995          | Sucesor: Andreas Köpke       |
| Predecesor: Enzo Francescoli    | Futbolista del año en Sudamérica 1996 | Sucesor: Marcelo Salas       |
| Predecesor: Enzo Francescoli    | Futbolista Argentino del Año 1996     | Sucesor: Marcelo Salas       |
| Predecesor: Andreas Köpke       | Mejor portero del mundo 1997          | Sucesor: José Luis Chilavert |
| Predecesor: José Luis Chilavert | Mejor portero del mundo 1998          | Sucesor: Oliver Kahn         |

## Récords
- Es el primer portero del mundo en marcar un gol de tiro libre. Fue en la victoria de Vélez Sarsfield por 1-0 ante el Deportivo Español, el 2 de octubre de 1994, en la quinta jornada del Torneo Apertura.

- Es el primer portero del mundo (y único hasta el momento) en lograr un hat-trick. Fue el 28 de noviembre de 1999, en el clásico ante Ferro Carril Oeste en la decimosexta jornada del Torneo Apertura, en lo que fue una histórica goleada de Vélez Sarsfield por 6-1.[20]

- Es, con 36 tantos, el portero que más goles metió en la historia del fútbol argentino, todos jugando para Vélez Sarsfield.

## Comentarista deportivo
Estuvo de comentador para la cadena Univisión durante los partidos de la Copa Mundial de Fútbol de 2010.
Apareció como colaborador y director técnico invitado en el Canal RCN en Colombia cuando jugó la selección de fútbol de Colombia en la Copa Mundial de Fútbol de 2014.
También hizo de comentarista para el Canal RCN en la Copa Mundial de Fútbol de 2014, viajando hasta Brasil con el equipo de Futbolmania RCN.
Realizó la tarea de comentarista deportivo para Telefuturo de Paraguay, para los partidos de la selección paraguaya de las Eliminatoria Rusia 2018.